# Parafia Zwiastowania Najświętszej Maryi Panny w Lachowie
Parafia pw. Zwiastowania Najświętszej Maryi Panny w Lachowie – parafia rzymskokatolicka należąca do dekanatu Kolno, diecezji łomżyńskiej, metropolii białostockiej. 
Erygowana przed 1429 rokiem. Jest prowadzona przez księży diecezjalnych.

## Obszar parafii

### Miejscowości i ulice
W granicach parafii znajdują się miejscowości:

- Lachowo,
- Bialiki,
- Brzozowo,
- Brzózki,
- Danowo,
- Filipki Duże,
- Filipki Małe,
- Glinki,
- Górskie,
- Kiełcze-Kopki,
- Stare Kiełcze,
- Kosaki,
- Kumelsk,
- Obiedzino,
- Okurowo,
- Rydzewo-Świątki,
- Truszki-Kucze,
- Truszki-Patory,
- Truszki-Zalesie,
- Tyszki-Wądołowo,
- Wszebory,
- Wykowo,
- Żebry.